# OSNAZ
OSNAZ (ros. ОСНАЗ − [части] особого назначения, „[oddziały] specjalnego przeznaczenia”) – siły specjalne KGB i jego poprzedników jak CzeKa czy NKWD oraz spadkobierców: MWD i FSB). OSNAZ wywodził się z OMSBON-u (Otdielnoj Motostrielkoj Brigady Osobowo Naznaczenia – Samodzielnej Brygady Zmotoryzowanej Specjalnego Przeznaczenia).
Działalność oddziałów OSNAZ-u zawsze była utajniona i nawet po upadku ZSRR okryta jest mgłą tajemnicy. Nigdy nie istniała kwatera główna OSNAZ-u, a poszczególne oddziały były formowane w zależności od potrzeb.
W czasie II wojny światowej Brygada OMSBON przekształcona została w dywizję (OMSDON) i skierowana do zadań specjalnych, m.in. w lutym 1945 roku ochraniała uczestników konferencji jałtańskiej, w latach 1944–1947 likwidowała oddziały partyzanckie UPA na Zachodniej Ukrainie, a podczas Parady Zwycięstwa 24 czerwca 1945 roku w Moskwie żołnierze jej 3 pułku rzucali pod mauzoleum Lenina zdobyczne hitlerowskie sztandary.